# Huayacundo Arma (distrito)
Huayacundo Arma é um distrito do Peru, departamento de Huancavelica, localizada na província de Huaytará.

## Transporte
O distrito de Huayacundo Arma é servido pela seguinte rodovia:
- HV-117, que liga a cidade ao distrito de Castrovirreyna
- PE-28A, que liga o distrito de Ayacucho (Região de Ayacucho) à cidade de San Clemente (Região de Ica)  [1][2][3]